# Daniele Crespi

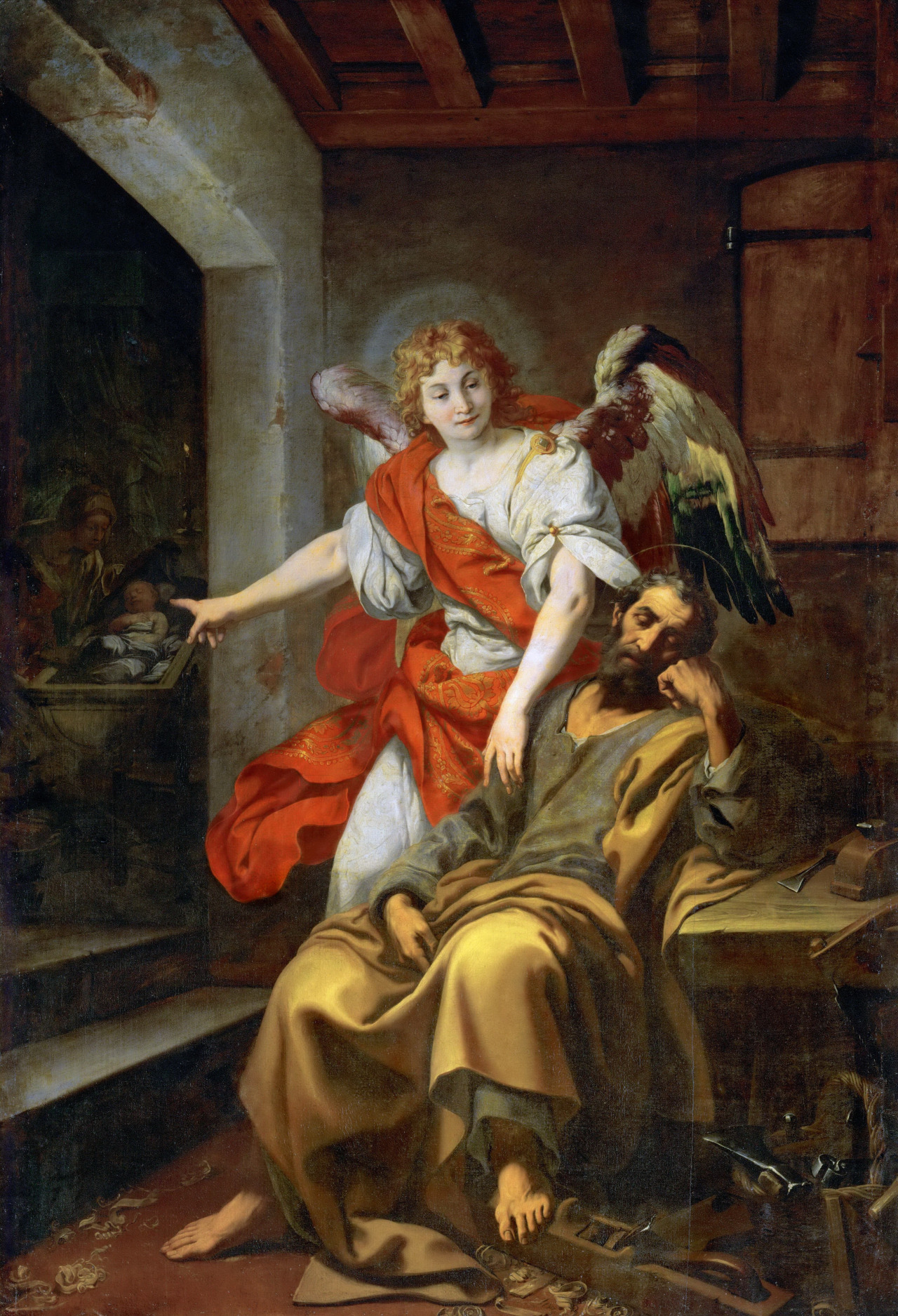
Josefův sen

Daniele Crespi (mezi léty 1597 a 1600?, Busto Arsizio – 19. července 1630, Milán) byl italský barokní malíř, aktivní hlavně v Miláně.
Učil se u Giovanni Crespiho a Giulia Procaccina. Stal se výborným koloristou známým pro jednoduchou krásu své kompozice. Jeho rané práce byly vytvořeny pod vlivem Gugliema Caccia. Jeho nejlepší díla zahrnují sérii obrazů popisující život sv. Bruna (nyní v Certosa di Garegnano v Miláně) a Kamenování sv. Štěpána (v Breře). Obraz Sv. Karel Borromejský při večeři namaloval pro milánský kostel Santa Maria della Passione. Jeho další díla jsou na různých místech Milána a Pavie. Crespi zemřel během morové epidemie roku 1630.